# 根河市
根河市（こんが-し、モンゴル語：ᠭᠡᠭᠡᠨ
ᠭᠣᠤᠯ
ᠬᠣᠲᠠ、転写：Gegen ɣool qota）は、中華人民共和国内モンゴル自治区フルンボイル市東北端、大興安嶺の西斜面に位置する県級市。黒竜江省に隣接する。

## 歴史
清代にはこの辺りはソロン部（索倫部）の狩猟地だった。
1921年に室韋・奇乾の二つの県を設けた。
1933年に二県を廃してエルグネ（額爾古納）左旗とエルグネ（額爾古納）右旗を置いた。
1948年に左右両旗を合併してアルグン（額爾古納）旗としたが1966年再び左、右両旗に分かれる。
1994年両旗は同時に撤旗設市して左旗は域内を流れる「根河」(ru)に由来する旗の駐地である根河鎮から名を採って根河市という名となり、右旗はアルグン市（額爾古納市）となった。
現在はフルンボイル（呼倫貝爾）地級市に属している。

## 地勢
根河市は大興安嶺の中腹にあって73%を森林が覆っている。平均気温-5℃、降水量294mm。経済は林業が主で、伐採、製紙、印刷、農機具製造などの関連産業がある。近年は生態バランスを保持するため天然林の保養措置を行なったので根河の経済力は低下している。

## 行政区画
4街道、4鎮、1郷を管轄：
- 街道弁事処：河東街道、河西街道、森工街道、好里堡街道
- 鎮：金河鎮、阿竜山鎮、満帰鎮、デルブル（得耳布爾）鎮
- 郷：オルグヤ・エヴェンキ族郷（敖魯古雅鄂温克族郷）

## 交通

### 鉄道
- 中国鉄路総公司

- 牙林線

（牙克石方面）- 哈達駅 - 好里堡駅 - 根河駅 - 朝査駅 - 朝中駅 - 朝原駅 - 静嶺駅 - 達頼溝駅 - 金河駅 - 嘎拉牙駅 - 牛耳河駅 - 阿龍山駅 - 塔朗空駅 - 阿烏尼駅 - 満帰駅
- 朝烏線

朝中駅 - 冷不露駅 - 豊嶺駅 - 得耳布爾駅 -（莫爾道嘎方面）